# Зелений Павло Олександрович
Павло Олександрович Зелений (1839, с. Зелене, Херсонська губернія, Російська імперія — 15 серпня 1912, Ростов, Російська імперія) — український політик часів Російської імперії, громадський діяч, письменник, статський радник, одеський міський голова у період 1897—1905 років.

## Біографія
Павло Олександрович Зелений народився в 1839 році в дворянській сім'ї. Закінчив юридичний факультет Харківського університету. Працював в канцелярії Херсонського генерал-губернатора. Певний час був судовим слідчим у Бобринецькому повіті. У службових справах Павло Олександрович відвідував села повіту, знайомився з життям і побутом селян.

2 вересня 1865 року в Єлисаветграді відкривається земська управа. Павла Зеленого обирають гласним і членом управи. Відкрив зібрання, згідно із законом, повітовий предводитель дворянства Кирило Васильович Соколов-Бородкін. Було проголошено багато промов, присвячених значенню впровадженої реформи та майбутній діяльності. Серед цих промов вирізнялась одна — та, яку проголосив перший секретар земського зібрання Павло Олександрович Зелений. За словами сучасника тих подій, Михайла Хороманського, проголошення цієї промови послугувало у подальшому однією з причин незатвердження Зеленого головою управи, оскільки
губернські поплічники поспішили передати своєму начальнику загальний вміст промови, не поскупився при цьому на спотворення і коментарі…— М. Хороманський
Крім того, на вересневій сесії управи Зелений піддав справедливій критиці деякі дії губернської влади, що завдавали значного економічного збитку економічним інтересам земства. До того ж Зелений частенько брався за перо, аби описати ті чи інші непорядки, а іноді і саркастичну епіграму на якогось із «власть імущих» надрукувати у пресі. Всього цього було достатньо, щоб губернатор не затвердив Зеленого на посаді голови земської управи, що було загалом першим таким випадком в земській та адміністративній практиці Російської імперії. Але коли той губернатор пішов з посади, Зелений був затверджений головою повітової земської управи, де він пропрацював півтора десятка років, та боротьбу свою не полишав, ведучи полеміку з головою губернської земської управи Єгором Касиновим. У спогадах Хороманського збережено свідчення цієї боротьби у вигляді літературних «пікетувань».
Він енергійно відстоював права самоуправління в інтересах освіти та оздоровлення народу. Дбаючи про освіту людей, голова земуправи ініціював відкриття у місті шкіл, училищ, благодійних закладів. Як відомо, положенням про земські заклади 1864 року регламентувалося, що членами управи мають бути представники різних соціальних верств: як дворяни-землевласники, так і селяни та городяни. На приватних нарадах перед балотуванням на посади членів Єлисаветградської земської управи селяни заявили про свої (і цілком законні) претензії на те, щоб один із них був членом управи. Але представники «высших сословий» принципово не погоджувались з цим, мотивуючи це тими обставинами, що «більшість з селянських голосних зовсім неграмотні, а деякі з них, які вміють абияк читати і писати, не можуть відповідати вимогам, пред'явленим до представників повітової управи». Після цього у результаті змови гласних-землевласників (жоден з них не став балотуватись) управа була обрана у складі семи абсолютно неграмотних селян.
Великою заслугою Павла Олександровича було відкриття у 1870 році земського реального училища. Він очолив управління училища. Згодом він виступив ініціатором відкриття в місті публічної бібліотеки. Свої думки щодо її призначення та складу Зелений висловив у просторій статті, підкресливши:
На мою думку, м. Єлисаветграду, за числом його мешканців загалом і за кількістю інтелігенції зосібна, числом навчальних закладів, за географічним, торговельним та іншим положенням, належить мати… саме публічну бібліотеку, громадське книгосховище… переконаний, що як тільки буде вирішене питання на користь заснування публічної бібліотеки, то знайдеться для неї у приватних осіб чимало внесків у вигляді книг, журналів, газет, брошур тощо. Знайдеться також немало… старожитніх різних документів, актів і іншого, що стосується історії нашого південного краю, які з задоволенням пожертвують бібліотеці вже тому, що в ній вони можуть краще зберегтися, аніж у приватних руках. Чимало давніх документів, корисних для історії краю, знайдеться, мабуть, в архіві єлисаветградської міської управи, де їх легко можуть спожити щурі.— П.О. Зелений
Павло Зелений переймався турботами і про аматорський театр, підтримував дружні стосунки з братами Тобілевичами, Кропивницьким. Зібрав понад 2600 карбованців добровільних пожертвувань для заснування у Каневі народну школу на могилі Шевченка, найліпшим чином обставлену, створену приватними зусиллями на скромні пожертви шанувальників поета і надіслав їх братові поета Варфоломію, але збір коштів було припинено владою. Варфоломій за згодою жертвувателів використав кошти на будівництво хати над Дніпром біля могили великого поета. У одній половині приміщення з 1883 року постійно жив сторож, а в другій 1889-го відкрито перший музей Тараса Шевченка.
Активність земської управи проявилася і в організації у місті Товариства Червоного Хреста, головою комітету якого багато років був статський радник Петро Ревуцький. У роки російсько-турецької війни 1877—1878 років при земській лікарні під керівництвом лікаря місцевого шпиталю були відкриті курси для підготовки сестер милосердя. Понад 60 сестер перших двох випусків працювали у пересувних лазаретах. Комітет надавав велику допомогу населенню. У 1891 році з його ініціативи було відкрито вісім безкоштовних їдалень. Крім того, завдяки діяльності Ревуцького були збудовані й відкриті 1 жовтня 1894 року приміщення на Олексіївській вулиці для Товариства Червоного Хреста та безкоштовної лікарні при ньому. За перші десять років свого існування лікарня надала безкоштовну допомогу майже сімдесятьом тисячам хворих із незаможних прошарків міської громади. Найяскравішою сторінкою в діяльності Червоного Хреста було відкриття 18 травня 1904 року лікарні святої Анни.

### Одеса
Переїхавши в 1877 році до Одеси, постійно відстоював ідеї самоврядування, брав участь у різних одеських громадських організаціях. На посаді міського голови Одеси багато зробив у галузі народної освіти, влаштовував міські школи, читальні, він був захисником гласності і другом преси, неодноразово відстоював гнане царським режимом українське слово. З широко відкритою душею сприймав Павло Олександрович і потреби Одеського товариства історії і старожитностей, дійсним членом якого був обраний 22 січня 1899 року. І його бібліотеку він поповнив багатьма цікавими виданнями та рукописними матеріалами. Засвідчено, зокрема, що сюди він передав фотографічну копію з картини Шевченкового приятеля художника Віктора Ковальова «Остання рада на Запоріжжі 1775 року», оригінал якої знаходився у колекції відомого чернігівського збирача предметів української давнини Василя Тарновського.
В грудні 1902 року адміністрація публічної бібліотеки (нині Одеська національна наукова бібліотека) звернулася до Зеленого з клопотанням про те, аби питання про спорудження нової книгозбірні було поставлене в першу чергу при реалізації дозволеної 10-мільйонної позики. Одеса тоді переживала важку фінансову кризу і змушена була взяти цю позику. Незважаючи на те, що «дірок» для неї вистачало, Зелений погодився збудувати бібліотеку і сам очолив комісію, яка організовувала й контролювала будівельні роботи. Він послав за кордон міського архітектора Михайла Федоровича Нештурху, аби той вивчив найкращі бібліотечні споруди Європи й розробив оптимальний проект книгозбірні. Павло Олександрович був палким книголюбом. Переглядаючи звіти міської бібліотеки кінця XIX — початку XX століть, щораз зустрічаєш його прізвище серед тих, хто дарував «публічні» книги, мистецькі твори, рукописи. Лише 1904 року він передав 647 томів різних книг, серед яких дуже багато вельми рідкісних і цінних творів різними мовами. "Крім книг, Зелений передав бібліотеці всілякі матеріали з історії російського суспільства, а також матеріали, які в майбутньому, без сумніву, стануть вищою мірою корисними для кожного, хто зацікавиться культурою та історією. В середині квітня 1905 року Зелений взяв участь у закладанні будівлі бібліотеки. Виступаючи з промовою, він покладав великі надії на молодь, як головну рушійну силу історії, говорив про видатну роль книги в житті людства. Актуально відлунюють такі його слова:
…Ми присутні на дуже маленькому, здавалося б, тріумфі освіти, проте тріумф цей має велике значення — і не лише для одного нашого міста. Одеська міська публічна бібліотека вважається за обсягом свого книгосховища і за багатством змісту третьою бібліотекою в Росії. За рішенням міської думи вона матиме і власне взірцеве приміщення. До спорудження його ми нині приступили. Будинок має прикрасити місто в сенсі архітектурному, а водночас це буде, без сумніву, пам'ятка того, що похмурі часи вичерпуються і настають кращі часи… Я переконаний, що зі спорудженням особливого будинку для бібліотеки за останнім словом, так би мовити, бібліотечно-архітектурної науки… бібліотека дістане більше співчуття і підтримки, розширюватиметься і вдосконалюватиметься. Постануть жертводавці не лише друкованих видань, але й жертводавці родинних документів і навіть архівів, зберегти які необхідно для історії не тільки міста, але цілого краю і, можливо, для історії вітчизни…— П.О. Зелений
У січні 1905 року вніс на обговорення міської думи доповідь, в якій наполягав на скасуванні царських циркулярів, що забороняли викладання українською мовою та передбачали недопущення українських книг в бібліотеки, на складанні окремих посібників українською мовою, на допущенні малоросійських книг у шкільні й народні бібліотеки і взагалі на скасуванні розпоряджень 1863, 1876 і 1881 років. Павло Олександрович приєднувався до тих, хто підписав заадресовану в Петербург телеграму «про скасування утисків для малоросійської преси». Він був серед тих, хто підтримав резолюцію земських і міських діячів з питання «про українізацію школи». З ініціативи Павла Олександровича було виділено 500 рублів на спорудження пам'ятника Т. Г. Шевченка в Одесі. До смерті він залишався членом Петербурзького благодійного товариства для поширення книг українською мовою. Зелений був одним із засновників в Одесі товариства «Просвіта». Він був членом його першого правління, обраного взимку 1906 року, підтримував усі заходи товариства, допомагав влаштовувати літературно-мистецькі вечори й читання. За дозволом Зеленого в Одесі 23 листопада 1905 року пройшов перший в Російській Імперії мітинг, учасники якого вимагали повернення Україні відібрані у неї царями вольності. Володів ділянкою № 33 на вулиці Князівській, де і мешкав. Його ворогам з середовища місцевої адміністрації вдалося підірвати престиж Зеленого серед міських гласних, і в 1905 році він залишив Одесу.
Павло Олександрович помер у липні 1912 року в Ростові.
Лорд-мер умів приваблювати на службу найкращих представників третього стану, які й утілювали в життя ліберальні накреслення керманича міського господарства— 
Був похований на Першому Християнському цвинтарі. 1937 року комуністичною владою цвинтар було зруйновано. На його місці був відкритий «Парк Ілліча» з розважальними атракціонами, а частина була передана місцевому зоопарку. Нині достеменно відомо лише про деякі перепоховання зі Старого цвинтаря, а дані про перепоховання Зеленого відсутні.

## Письменник
Павло Олександрович ще з університету почав літературну, етнографічну та журналістську діяльність. Писав Зелений російською мовою, хоча володів рідною українською, а причину в тому, що на підросійській Україні не було жодного періодичного видання, яке виходило б українською мовою. Перші прозові твори Зеленого — «Рассказы Никиты Сливаева» — відомий письменник Павло Мельников-Печерський поцінував дуже приязно і допоміг оприлюднити на сторінках «Московского вістника». Водночас оповідання і народознавчі нариси молодого літератора з'являються в газеті «Одеський вісник» та в редагованому поетом Леонідом Глібовим «Черниговском листке».
Вже переїхавши до Одеси він придбав друкарню Ульріха в Красному провулку, поруч з Дерибасівською, і перебрав на себе редагування найстарішого в причорноморському краї часопису — «Одеського вісника». Павло Олександрович надав газеті виразного українознавчого змісту. Редактор прагнув залучити до участі в газеті найкращих українських письменників і громадських діячів — передовсім Михайла Драгоманова, Сергія Подолинського, Олександра Кониського, Михайла Павлика, Леоніда Глібова, Михайла Старицького. Він відрядив до Львова вихованця Одеського університету Євгена Борисова зі спеціальним завданням подати реалістичну картину духовного життя Галичини й невдовзі оприлюднив цикл його «Писем из Австрии», у яких знаходяться прихильні розповіді про редаговані Іваном Франком журнали «Громадський друг», «Молот», «Дзвін», про окремі твори цього письменника, про переслідування його цісарською владою. Ось як він характеризував становище української мови в Російській імперії:
…Ми обстоюємо допуск малоросійської літератури й відкритого вживання малоросійської мови… Дивовижно, зрештою, що малоросійська мова чомусь вважається ніби шкідливою в той час, коли фактично існують і юридичне визнані література польська, татарська, єврейська, німецька, грузинська, вірменська й ін.— П.О. Зелений
Завдяки Павлу Зеленому театралознавці довідалися про невідомий раніше фейлетон Карпенка-Карого «Казка». Його драматург надіслав редактору «Одеського вісника» ще у 1884 році, але твір Івана Карповича не пройшов через цензуру. Так і пролежав він у архіві редакції майже дев'яносто років, аж поки його там не розшукав маститий одеський краєзнавець Григорій Зленко. Фейлетон підписаний псевдонімом Нєплюй, і якби не супровідний лист І. Тобілевича до Зеленого, то на цей рукопис так ніхто, можливо, не звернув би уваги.. У 1884 році Павло Олександрович покинув «Одеський вісник».
Пішовши з посади міського голови, Павло Олександрович, якому минав сьомий десяток, зосередився на літературній праці. З-під його пера вийшли «Воспоминания о южнорусских погромах 1881 года», вміщені в першому томі «Еврейской старины» за 1909 рік, мемуарні нотатки «О последних пяти годах крепостного состояния», подані в четвертому томі збірника «Великая реформа», який вийшов 1911 року, ряд інших матеріалів.

Зеленого, як редактора «Одеського вісника», тепер майже не згадують: його патріотичні настрої і дії не вписуються у той образ Одеси, який намагалися і намагаються створити заангажовані панросійською ідеологією історики міста. Тимчасом сучасник Павла Олександровича зазначає:
Редакторська діяльність Зеленого в Одесі принесла йому лише славу чесного літературного працівника й багато тернів: йому доводилося вести важку боротьбу за свої погляди і врівень з тим зазнавати великих матеріальних втрат

## Вшанування памʼяті
26 липня 2024 року розпорядженням Голови Одеської ОВА колишня вулиця Коблевська перейменована на вулицю Павла Зеленого.